# 구진

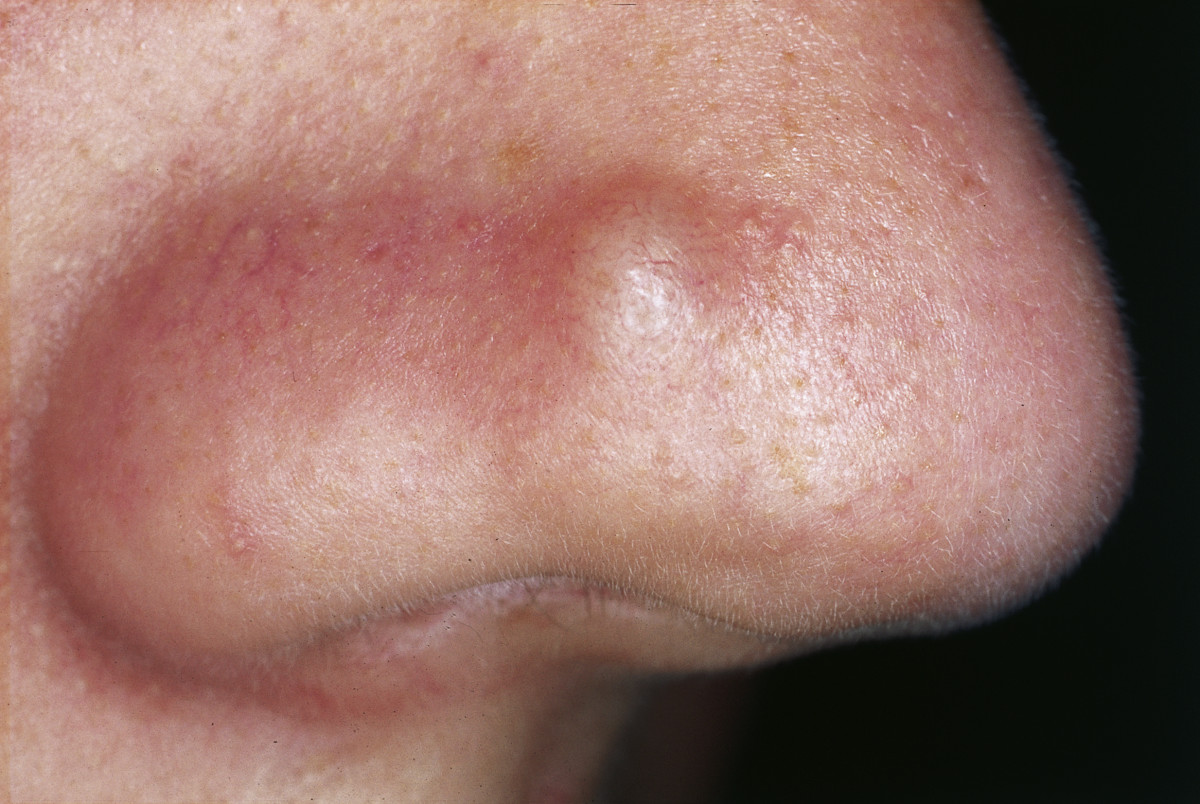
코의 구진.

구진(丘疹, 영어: papule)은 최대 1 센티미터에 이르기까지 크기가 다양하고 유체가 보이지 않으며 피부가 솟아올라있는 것을 말한다.
구진은 각기 다른 모양을 지닐 수 있으며, 가끔 딱지와 같은 다른 기능과 관련되는 경우가 있다.

## 같이 보기
- 피부 질환
- 진주양음경구진증